# Sōmei Satō
Sōmei Satō (佐藤 聰明), Satō Sōmei; est un compositeur japonais né le 19 janvier 1947 à Sendai dans la préfecture de Miyagi.

## Biographie
Étudiant de l'Université Nihon au début des années 1970, il apprend la composition en autodidacte. Sa musique, fusion des traditions occidentales et des traditions japonaises (gendai hogaku), est inspirée du shintō et du bouddhisme zen.
En 1999 il est invité en compagnie d'autres compositeurs par l'orchestre philharmonique de New York et Kurt Masur à composer la pièce Message pour le millennium.
Il compose son concerto pour violon à l'intention d'Anne Akiko Meyers.

## Œuvres
- 1986 : Mantra
- 1987 : Stabat Mater (1987)
- 1988 : Homa pour soprano et ensemble à cordes
- 1990 : Ruika pour violoncelle et ensemble à cordes
- 1991 : Toward the night et ensemble à cordes
- 1991 : Kyokoku
- Music for the winds pour flûte à bec
- 1993 : Burning Meditation
- 1999 : Kisetsu
- 2000 : From the Depth of Silence
- 2002 : Concerto pour violon

## Source de la traduction
- (de) Cet article est partiellement ou en totalité issu de l’article de Wikipédia en allemand intitulé « Sōmei Satō » (voir la liste des auteurs).